# Kurt Raab
Kurt Raab (20 de julio de 1941 – 28 de junio de 1988) fue un actor teatral, cinematográfico y televisivo alemán, además de director de producción y guionista. Raab es sobre todo recordado por su trabajo con el director cinematográfico alemán Rainer Werner Fassbinder, con el cual colaboró en 31 producciones.

## Biografía
Raab nació en Kašperské Hory, Alemania, y actualmente parte de la República Checa. Completó su educación secundaria en el Anton-Bruckner-Gymnasium Straubing, estudiando después en Munich.
Debutó en el cine en el film de Fassbinder Liebe ist kälter als der Tod (1969).  En años posteriores rodó numerosas películas con Fassbinder, entre ellas Warum läuft Herr R. Amok?, Der Amerikanische Soldat (1970), Warnung vor einer heiligen Nutte (1971) y Der Händler der vier Jahreszeiten (1972).
Además de intérprete, Raab fue también diseñador de producción, ayudante de dirección, productor y guionista.  
El 28 de junio de 1988, a los 46 años de edad, Kurt Raab falleció en Hamburgo, Alemania, a causa de un sida. Antes de fallecer, Raab trabajó para concienciar a los alemanes del problema del sida. En 1987 discutía sobre su enfermedad en el film de Herbert Achternbusch Wohin?, una cinta acerca de la histeria producida por la enfermedad. En 1988 rodó Mitten im Leben, un documental sobre el sida, para la ZDF. Sin embargo, poco se sabía sobre la enfermedad y Raab fue ingresado en el Instituto Bernhard Nocht de Hamburgo. El prejuicio existente sobre el sida provocó la negativa a enterrar el cuerpo de Raab en Steinbeißen, la población de la Baja Baviera en la cual se había asentado en 1945 su familia. Finalmente, Raab fue enterrado en el 
Cementerio Ohlsdorf de Hamburgo.

## Filmografía
| - 1969: Warum läuft Herr R. Amok? (Actor) - 1969: El amor es más frío que la muerte (Actor) - 1969: Götter der Pest (diseño producción) - 1969: Die Revolte (Actor) - 1970: Whity (Actor) - 1970: Weg vom Fenster (Actor) - 1970: Rio das Mortes (Actor, diseño producción) - 1970: Pioniere in Ingolstadt (diseño producción) - 1970: Mathias Kneißl (Actor) - 1970: Fassbinder produziert: Film Nr. 8 - 1970: Niklashauser Fart (diseño producción, actor) - 1970: Der amerikanische Soldat (diseño producción, ayudante de dirección, actor, vestuario) - 1971: Atención a esa prostituta tan querida (Warnung vor einer heiligen Nutte) (diseño producción, actor) - 1971: Händler der vier Jahreszeiten (Vestuario, diseño producción, actor) - 1971: Las amargas lágrimas de Petra von Kant (Ayudante de dirección) - 1972: Wildwechsel (diseño producción, vestuario, actor) - 1972: Acht Stunden sind kein Tag (diseño producción, actor) - 1972: Fontane Effi Briest (dirección artística, voz) - 1972: Die Zärtlichkeit der Wölfe (diseño producción, actor, guion) - 1973: Welt am Draht (diseño producción, Actor) - 1974: Martha (Bauten, Actor) - 1974: Die Verrohung des Franz Blum (Actor) - 1974: Der Verfolger (Actor) - 1974: Todos nos llamamos Alí (Actor) - 1975: Faustrecht der Freiheit (Actor) - 1975: Mutter Küsters' Fahrt zum Himmel (diseño producción, actor) - 1975: Ich will doch nur, daß ihr mich liebt (diseño producción) - 1975: Die Atlantikschwimmer (Actor) - 1975: Angst vor der Angst (diseño producción, actor) - 1976: Satansbraten (Actor) - 1976: Vier gegen die Bank (diseño producción) - 1976: Gruppenbild mit Dame (Actor) - 1976: Eierdiebe (Actor) - 1976: Chinesisches Roulette - 1976: Bolwieser (Actor) - 1976: Adolf und Marlene (diseño producción) - 1977: Missile X – Geheimauftrag Neutronenbombe (diseño producción) - 1977: Leidenschaftliche Blümchen (diseño producción, actor) | - 1977: Belcanto oder Darf eine Nutte schluchzen? (Actor) - 1978: Der Sturz (Actor) - 1979: Warum die UFOs unseren Salat klauen (Actor) - 1979: Exil (Actor) - 1979: Bildnis einer Trinkerin (Actor) - 1980: Total vereist (Actor) - 1980: Engel aus Eisen (Actor) - 1980: Endstation Freiheit (Actor) - 1981: Wie die Weltmeister (Actor) - 1981: Wenn die Musik aus ist, dann ist auch die Liebe aus (Actor) - 1981: Liebeskonzil (Actor) - 1981: Heute spielen wir den Boss – Wo geht's denn hier zum Film? (guion) - 1981: Frankfurt Kaiserstraße (Actor) - 1981: Bekenntnisse des Hochstaplers Felix Krull (Actor) - 1982: Der Zauberberg (Actor) - 1982: Querelle – Ein Pakt mit dem Teufel (guion) - 1982: Die Insel der blutigen Plantage (dirección, guion, actor) - 1982: Der Zappler (Actor) - 1982: Das Gespenst (Actor) - 1982: Bolero (Actor) - 1983: Bella Donna – Kann denn Liebe Sünde sein? (Actor) - 1983: Die Spieler (Actor) - 1983: Im Himmel ist die Hölle los (Actor) - 1984: Abwärts (Actor) - 1984: Das Rätsel der Sandbank (Actor) - 1984: Der Rekord (guion) - 1984: Bittere Ernte (Actor) - 1985: Transitträume (Actor) - 1985: Kir Royal (Ayudante de dirección, casting, autor, actor) - 1985: Miko – Aus der Gosse zu den Sternen (Actor) - 1985: Der Formel Eins Film (Actor) - 1987: Escape from Sobibor (Actor) - 1988: Wohin? (Actor) - 1988: Mitten im Leben (dirección) - 1989: Die Toten Hosen – 3 Akkorde für ein Halleluja (Actor) - 1989: Sehnsucht nach Sodom (Actor, coautor) - 1992: Ich will nicht nur, daß ihr mich liebt. Der Filmemacher Rainer Werner Fassbinder |